# 神仙

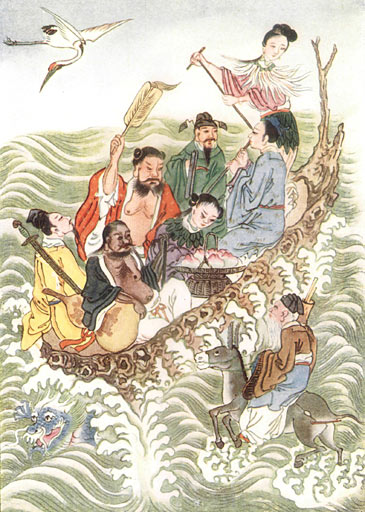
八仙过海的绘画

神仙，是「神」与「仙」的统称，是指道教中拥有各种法力的得道人物。神仙都是长生不老，可以随意变化形态，法力高强，存在于凡人无法抵达的異世界之中。“神”即神祇，含天神、地祇、物灵等；“仙”指仙真，含仙人、真人，是后天修炼得道、神通广大且长生不死之人。  

## 定義
“神”与“仙”原非同一概念，“神”的概念在远古时就有，“仙”则源于战国时期人们对长生的追求而诞生，受神仙家、方士所推崇，至西汉开始神仙混用，通常被称为神人、仙人、至人、真人等。
中国神话体系和道教信仰的神仙可大致分为 “神” 与 “仙” 两类。“神” 为神祇、神明，包括天神、地祇、物灵、地府神灵、人体之神、人鬼之神等，其中天神、地祇、阴府神灵、人体之神一类的“神”是先天尊神。“仙” 指仙真，含仙人与真人，是后天修炼得道、神通广大、变化莫测且长生不死之人。  
道教各門派對神仙的定義都不同。全真道認為“神”与“仙”并不能完全画上等号，全真道祖師呂純陽曰：「能識人者為神，能自識者為仙。」，就是說能夠認知別人修為境界的，可稱為神；能夠自知自己修為境界的，可以稱為仙。神往往是歷史人物被神格化而成，例如关羽。另有一些是人修炼後得道成仙，比如呂純陽、黃初平等。
太乙金華宗旨一書認為人內在有「元神」和「識神」二無形之物，元神是太虛幻境的一部分一般人較難感悟其存在和功能，識神就是肉體感覺和肉體所帶動的七情六慾，多數人一生中困於識神的境界並為了使識神滿足而奔忙，但其實全無意義。人有時在夢中可以無意識的驅動元神之功能，並啟動支配太虛，在那境界裡天地萬物奧秘和宇宙萬事只要一眼就能看遍，然而只要一睡醒就一切遺忘或是只記得不明所以的片段，這就是一般人的生活。但修煉此法者人生最重要之事在於深層感悟並開發元神的功能，而透過內心修煉技巧是可以達到完全壓制之後驅除一切識神感受，整個人成為元神所佔據的純陽之體故名為純陽學，那境界也就是成仙。成仙者也就是能憑意念隨意驅動元神從而直接操作宇宙本源的太虛境，完成人所不能及之事，並突破時間通曉過去與未來等。

## 神仙分类
在道教神仙体系中，“神” 含天神（如三清、四御）、地祇（含先天自然神与后天人格神）、物灵、地府神灵（如东岳大帝、十殿阎罗）、人体之神、人鬼之神（祖先、圣贤等），其中天神、地祇、阴府神灵、人体之神一类的“神”是先天存在的；“仙” 包括仙人和真人 。
“神”涵盖天神、地祇、物灵、地府神灵、人体之神、人鬼之神等。天神由道炁化生，三清（元始天尊、灵宝天尊、道德天尊）为最高尊神，四御（昊天金阙至尊玉皇大帝、中天紫微北极大帝、勾陈上宫天皇大帝、承天效法后土皇地祗）辅佐其统御三界；東王公和西王母共理陰陽二氣，調和天地，陶鈞萬品；还有三官大帝（天官赐福、地官赦罪、水官解厄），日月星辰、风雨雷电诸神等等都属于天神。地祇即土地之神，掌管土地相关事务，既有先天的五岳、四渎等自然神，也包括城隍、土地等后天人格神。物灵源于万物有灵观念，灵石、动物、植物等皆有神性，包括灵石信仰、十二生肖神、五谷之神、四季花神等。地府神灵主管并治理九幽阴曹神鬼之事，有东岳大帝、酆都大帝、十殿阎罗等，太乙救苦天尊则负责超度亡魂。人体之神是道教神仙信仰的特色，既是中国古代医学对脏腑的认识，也是存思、内观、守一、内丹等修炼方法的理论基础。人鬼之神由有功于民的祖先、圣贤、行业祖师等神化而来，承载着慎终追远与功德敬仰的文化内涵，包括祖先神（例如，三皇五帝）、圣贤神（例如，关公、岳飞）、行业神（例如，木匠祖师鲁班、茶神陆羽、酒神杜康）等等。
“仙”包含仙人与真人。仙人是道教修炼追求的长生不死、神通广大的存在，可上天入地、变化形态。其品位划分多样，例如：《抱朴子内篇》中讲:“上士举形升虚，谓之天仙；中士游于名山，谓之地仙；下士先死后蜕，谓之尸解仙。”《仙术秘库》亦称：“法有三乘，仙分五等”，分别是天仙、神仙、地仙、人仙、鬼仙；《天隐子》将仙人分作五等，在人称人仙，在天称天仙，在地称地仙，在水称水仙，能神通变化称神仙。真人是存养本性、悟得大道之人，追求精神永恒而非肉体长生，追求天人合一广大自在，如庄子被尊为“南华真人” 、列子为“冲虚真人”，王重阳、丘处机等道教祖师等均为“真人”。
道教神仙体系的构建，既源于对自然现象的敬畏、对生命奥秘的探索，也融入了历史文化中的祖先崇拜、圣贤敬仰，以及对长生久视、精神超脱的不懈追求。不同类别神仙各司其职，共同构成了一个涵盖天地人、贯通生死界、融合物质与精神的完整信仰体系，深刻影响着道教的教义阐释、修炼方法与文化传承，也折射出中国人独特的宇宙观、生命观与价值观。  

## 歷史上的神仙
早在《山海经》中就已经出现有不死国、不死民、不死山上取食的不死树，以及提炼不死药物的人物巫祝之描述，后来开始出现一些神奇的长寿人物，例如彭祖、赤松子、王子喬、龍吉先生和洪崖先生等。《列仙全传》称“洪崖先生”帝尧时已经有三千岁。至战国时代，长生不死的信仰就广泛流传于社会，并且出现一批专为求仙为职事的方士，史称方仙道，而成为独特的学说，也就是神仙家。《汉书》著录的神仙家著述有十几种，战国时代著名的神仙家有：宋毋忌、正伯侨、充尚、羡门高等，秦朝有徐福、韩众、侯公、石生、卢生等人活跃于宫庭，汉武帝时神仙家李少君、谬忌、少翁、栾大、公孙卿等受皇帝宠信。
先秦时期对神仙论述较多的是道家，尤其是《道德经》和《庄子》的论述对后来的神仙思想影响巨大。
后来的道教认为，人通过修煉即可以得道成仙。在道家《庄子》一书，描绘的真人可以入水不濡，入火不热，有可以遨游苍穹，与天地同寿。这演化为后世道教所描述神仙的基本神通。神仙的神通还包括辟谷服气、寒暑不侵、行及奔马，最高能到形神俱妙，随时随地可以“散而为炁，聚而成形”，天上人间，任意寄居，不受生死的拘束等。

### 仙人七果位
- 洞宮仙人
- 虛宮地真人
- 九宮真人
- 太清上仙
- 太極真人
- 上清真人
- 玉清聖人 [10]

### 仙人九品
| 续道藏搜神记 三教源流搜神大全 | 墉城集仙錄    | 道門經法相承次序 | 道門經法相承次序 | 道門經法相承次序 | 三洞珠囊 | 三洞珠囊 | 三洞珠囊 | 道教義樞 | 道教義樞 | 道教義樞 |
| 续道藏搜神记 三教源流搜神大全 | 墉城集仙錄    | 仙               | 真               | 聖               | 仙       | 真       | 聖       | 仙       | 真       | 聖       |
| ----------------------------- | ------------- | ---------------- | ---------------- | ---------------- | -------- | -------- | -------- | -------- | -------- | -------- |
| 九天真皇                      | 上仙·九天真王 | 上仙             | 上真             | 上聖             | 上仙     | 上真     | 上聖     | 上仙     | 上真     | 上聖     |
| 三天真皇                      | 次仙·三天真皇 | 高仙             | 高真             | 高聖             | 高仙     | 高真     | 高聖     | 高仙     | 高真     | 高聖     |
| 太上真人                      | 太上真人      | 大仙             | 大真             | 大聖             | 大仙     | 大真     | 大聖     | 大仙     | 太真     | 大聖     |
| 飛天真人                      | 飛天真人      | 神仙             | 神真             | 神聖             | 玄仙     | 神真     | 神聖     | 神仙     | 神真     | 神聖     |
| 靈仙                          | 靈仙          | 真仙             | 妙真             | 玄聖             | 天仙     | 玄真     | 玄聖     | 玄仙     | 玄真     | 玄聖     |
| 真人                          | 真人          | 飛仙             | 天真             | 仙聖             | 真仙     | 仙真     | 真聖     | 真仙     | 仙真     | 真聖     |
| 靈人                          | 靈人          | 玄仙             | 仙真             | 真聖             | 神仙     | 天真     | 仙聖     | 天仙     | 天真     | 仙聖     |
| 飛仙                          | 飛仙          | 靈仙             | 靈真             | 靈聖             | 靈仙     | 靈真     | 靈聖     | 靈仙     | 靈真     | 靈聖     |
| 仙人                          | 仙人          | 至仙             | 至真             | 至聖             | 至仙     | 至真     | 至聖     | 至仙     | 至真     | 至聖     |

### 尸解仙
尸解，道徒遗其形骸而仙去。下士先死後蜕，謂之尸解仙。
尸解仙不得御華蓋，乘飛龍、登太極、遊九宮，但不死而已。

### 鬼仙
死后成仙，亦指鬼中神仙。
五仙之下一也。陰中超脫，神像不明，鬼關無姓，三山無名。雖不入輪迴，又難返蓬瀛，終無所歸，止於投胎就舍而已。雖曰仙，其實鬼也。
《重陽真人金關玉鎖訣》中第一等神仙。

### 人仙
五仙之下二也。修真之士不悟大道，道中得一法，法中得一術，信心若志，終世不移。五行之氣悮交恨合，形質且固，八邪之疫不能為害，多安少病，乃曰人仙。

### 地仙
方士称住在人间的仙人。
天地之半，神仙之才，不悟大道，止於小成之法。不可見功，唯以長生住世，而不死於人间者也。
中士游于名山，謂之地仙。
《重陽真人金關玉鎖訣》中第二等神仙。

### 神仙
地仙厭居塵世，用功不已，關節相連。抽鉛添汞，而金精煉頂，玉液還丹。煉形成氣，而五氣朝元，三陽聚頂，功滿忘形，胎仙自化，陰盡陽純，身外有身，脫質升仙，超凡入聖，謝絕塵俗，以返三山，乃曰神仙。 
《重陽真人金關玉鎖訣》中第四等神仙。

### 天仙
神仙厭居三島而傳道人间，道上有功而人間有行，功行滿足。受天書以返洞天，是曰天仙。
上士舉形升虛，謂之天仙，舉形升虛即所謂白日飛升也。
《重陽真人金關玉鎖訣》中第五等神仙。

### 劍仙
傳說中精於劍術的仙人，後亦指俠客。
《重陽真人金關玉鎖訣》中第三等神仙。

### 女仙
在道教中，已知女仙的稱呼有五種，一為「母」，如王母、斗母、玄母之類；二為「元君」，如無上元君、太一元君、碧霞元君之類；三為「夫人」，如上元夫人、雲華夫人、太真王夫人之類；四為「女」，如九天玄女、素女、織女、玉女之類；五為「姑」，如麻姑、紫姑、何仙姑之類。

### 仙官
道教称有尊位的神仙。
天仙若已厭居洞天，可效職以為仙官，下曰水官，中曰地官，上曰天官。於天地有大功，於今古有大行，官官升遷。歷任三十六洞天，而返八十一陽天，歷任八十一陽天，而返三清虛無自然之界。

### 散仙
仙人未授仙職者之称，唐韩愈《奉酬卢给事云夫四兄曲江荷花行》：「上界真人足官府，岂如散仙鞭笞鸾凤终日相追陪。」

### 金仙
道教对佛称呼金仙，唐李白《与元丹丘方城寺谈玄作》诗：「朗悟前后际，始知金仙妙。」王琦注：「金仙，谓佛。」
唐代王悬河的《三洞珠囊》对金仙的描绘：
- 《小劫經》云：通身黃金，體頸有七寶圓光，足躡蓮華行也。
- 《三道順行經》云：七寶之精化為七星，七童子有七曜紫暉之光也
- 《大劫上經》云：素黃君入洞穴中，見一真人，光蓋明耀，形長一丈六尺，項有圓光，通身七寶衣也。又云：上皇上古真人，七十二相，八十一種好。又云：手耀六度，淵含笑相，好歸也。
- 《雌一五老經》云：黃素元君，諱圓華黃刃，字太張上，形有黃金之質也。
- 《二十四生圖》云：飛天普金容也。
- 《大洞玉經三十九章》注云：金仙者，仙人色，體如金光之映也。

#### 大觉金仙
宋徽宗时改佛称呼为「大觉金仙」。《宋史•徽宗纪四》：「宣和元年春正月……乙卯，诏：佛改号大觉金仙，余为仙人、大士。」明沈德符《野获编补遗·释道·废佛氏》：「宋宣和中除佛教，改佛为大觉金仙，佛寺为神霄宫，僧加冠簪为德士。其事皆徽宗独断。」
子野曰：金者，萬物之寶。煅煉愈剛，曠劫不壞。釋稱大覺金仙者，即金丹之道也。

## 其他宗教神話中的神仙

### 古婆羅門教
吠陀教認為李習是負責誦出吠達的內容以讓人們將其編纂為《吠陀經》的祭師，後來其形象被轉變為古婆羅門教神話中的世仙的形象。世仙在中文語境中被稱為仙人。世仙法力高強，其所作出的詛咒威力強大，連三相神也因此而對世仙卑躬屈膝。

### 大乘佛教
在大乘佛教教典《楞嚴經》中，六趣加上仙道 是為七趣:357，是依眾生所生的環境而言。《楞嚴經》宣稱身處於仙道的生靈可以被分為十種，分別是地行仙、飛行仙、遊行仙、空行仙、天行仙、通行仙、道行仙、照行仙、精行仙及絶行仙，祂們都是神通廣大的生靈，夀命能達千萬年，祂們居住十分遙遠的海島或深山之中，故此凡人無法到達那𥚃，但不論是哪一種，由於祂們非常執着於對身心的修養，因而錯誤地運用心識來修煉，因此祂們即使已經達到永生不死的境界，仍然不能夠像佛佗那樣成功了脱生死，而且祂們尚未覺悟，故此終有一天祂們在享盡仙福之後 仍會散入六道之中。

## 小说故事中的神仙
- 大罗金仙，出自《封神演义》、《绿野仙踪》、《李公案》、《济公全传》、《八仙得道》等
- 太乙天仙，出自《西游记》、《後西游记》、《唐三藏西游释厄传》
- 太乙金仙，出自《西游记》、《锋剑春秋》
- 太乙散仙，出自《西游记》、《唐三藏西游释厄传》、《宜春香质》

## 延伸阅读
[在维基数据编辑]
 《欽定古今圖書集成·博物彙編·神異典·神仙部》，出自陈梦雷《古今圖書集成》

## 外部連結
- 小南一郎：〈神仙思想二题 （页面存档备份，存于）〉。
- 尹翠琪：〈《正統道藏》本《三才定位圖》研究──北宋徽宗朝的道教宇宙神譜〉。
- 神仙传 （页面存档备份，存于）